# Правороть
Правороть — село в Прохоровском районе Белгородской области. Входит в состав городского поселения «Посёлок Прохоровка».

## География
Находится в северной части Белгородской области, в лесостепной зоне, в пределах юго-западного склона Среднерусской возвышенности, к югу от автодороги М2, на расстоянии примерно 4 километров (по прямой) к югу от Прохоровки, административного центра района. Абсолютная высота — 237 метров над уровнем моря.

## История
Данное поселение было известно с 1780 года, однако в 1783 году писалось оно как «новопоселенная деревня Праворотная».
Название происходит от особенностей местности расположения: располагалась при небольшом логе, который впадал с правой стороны в левый “отвершок” (небольшой лог, ярки, впадающие в основное русло с боков) Сажного Донца.
По данным переписи на 1811 год в Правороти было 10 дворов. Основное заселение происходило за счет жителей Жимолостного, Малояблоново и Шахово. Правороть входила в Шаховскую волость Корочанского уезда Курской губернии.
Упоминания о Правороти, датированные более ранним периодом, упоминается у Овчаровой  Н. И. в книге «Прохоровка: след в истории»:
«В 1623 году отряд Урал-Мурзы дошёл до Орловского уезда. Курский воевода снарядил два отряда для отражения нападения. Во главе одного из отрядов был поставлен Иван Антипович Анненков. Отряды объединились 15 июня и вскоре настигли за Сеймом отступающих в степи татар. Опьянённые удачей и нагруженные богатой добычей, татары шли «свалясь все вместе» – крылья орды, обычно распускаемые для грабежа, соединились с основным её корпусом. Не решившись атаковать ордынцев сразу, Анненков следует за ними, выжидая удобного случая для нападения. Ему удалось опередить татар у Думчева Кургана и преградить им путь у Правороти. Здесь, на рассвете 16 июня, крымцы атаковали курян. Вначале бой шёл в конном строю, затем спешились. Слаженные залпы стрелецких пищалей положили на месте немало неприятелей».
Своей церкви в деревне не было, она относилась к приходу Митрофановской церкви села Жимолостного. Только в 1912 году началось строительство собственной деревянной церкви, закончившееся к 1914 году, когда свои двери открыла Дмитриевкая церковь.
В 1928 году произошло разделение села на село Правороть и хутор Правороть.

### Климат
Климат характеризуется как умеренно континентальный, с относительно мягкой зимой и тёплым продолжительным летом. Среднегодовая температура воздуха — 5,4 °C. Средняя температура воздуха самого холодного месяца (января) — −9,2 °C; самого тёплого месяца (июля) — 16,4 — 24,3 °C. Безморозный период длится в среднем 155—160 дней. Годовое количество атмосферных осадков — 527—595 мм, из которых большая часть выпадает в тёплый период.

### Часовой пояс
Село Правороть как и вся Белгородская область, находится в часовой зоне МСК (московское время). Смещение применяемого времени относительно UTC составляет +3:00.

## Население
| 2002 | 2010 |
| ---- | ---- |
| 213  | ↘181 |

### Половой состав
По данным Всероссийской переписи населения 2010 года в гендерной структуре населения мужчины составляли 43,1 %, женщины — соответственно 56,9 %.

### Национальный состав
Согласно результатам переписи 2002 года, в национальной структуре населения русские составляли 89 %.